# Adeloneivaia boisduvalii
Adeloneivaia boisduvalii is een vlinder uit de familie nachtpauwogen (Saturniidae), onderfamilie Ceratocampinae.
De wetenschappelijke naam van de soort is voor het eerst geldig gepubliceerd door Doumet in 1859.